# ヒゲオヤジ
ヒゲオヤジは、手塚治虫の漫画に登場する架空の人物である。名は伴 俊作（ばん しゅんさく）とされることが多いが、ほかの名前、無名で登場していることもある。

## 概要
手塚治虫のスター・システムを代表する「俳優」のひとり。頭頂部から禿げ上がった頭と、二股に垂れ下がった白い口髭がトレードマークの中年男性として描かれる。服装は背広に格子模様の蝶ネクタイを付けていることが多い。『鉄腕アトム』をはじめとした複数作品で「本名は伴俊作、通称ヒゲオヤジ」と名乗っているので「伴俊作」が俳優としての本名であるかのように言われることもあるが、実際にはそれ以外の役名で登場した作品も多く、その中には、「ビル」や「サム」など、明らかに日本人でないものも含まれている。そのため俳優名としては「ヒゲオヤジ」で通すのが一般的である。
商業作品でのヒゲオヤジのデビューは、1946年の『関西輿論新聞』版『ロストワールド』（ただし、それ以前に、同年の『マァチャンの日記帳』第26回（1946年2月2日掲載）にも1コマだけ出演している）。単行本では1947年10月の『怪人コロンコ博士』が初出であり、同作で初めてケン一とコンビを組んでいる。また、「伴俊作」名での初出演作は、1948年の単行本版『ロストワールド』である。『地底国の怪人』（1948年）・『ふしぎ旅行記』（1950年）等の初期長編では、少年主人公のケン一とコンビを組んで、準主役を演じていることが多い。
得意な役柄は江戸っ子気質（手塚によれば「神田の生まれ」）の熱血漢で、正義感が強く不正や差別には断固として敵対する。また好奇心が強く様々な事件に首を突っ込むところがあり、そのため多くの作品で私立探偵が当たり役となっている。ただし、決して善玉専門というわけではなく、悪役やそれに近い役柄で出演したこともある。
キャラクター原案は手塚ではなく、手塚の中学時代の友人今中宏である。大阪の老舗菓子屋「鶴屋八幡」の息子だった彼が、自分の祖父今中久吉をモデルに落書きしたのを、手塚が漫画の登場人物として借用した『オヤジ探偵』が起源である。そのため、手塚の中学時代の習作では、ヒゲオヤジは関西弁を話していた。
「アトム今昔物語」にて、20代後半から30代始め頃の姿が登場しているが、がっしりした体格の気の強そうな青年であった。

## 登場作品
- 『幽霊男』（1945年） - 漫画家デビュー前の習作。火気親次（民間素人探偵及び萬呂頭（よろず）研究家）
- 『怪人コロンコ博士』（1947年） - Q-Q-光線を発明した科学者
- 『怪盗黄金バット』（1947年） - サラダ公爵
- 『地底国の怪人』（1948年） - ビルおじさん（ロケット列車建造工場長）
- 『魔法屋敷』（1948年） - ヒゲタ博士
- 『ロストワールド』（1948年） - 伴俊作（私立探偵）
- 『メトロポリス』（1949年） - 探偵
- 『ふしぎ旅行記』（1950年） - ケン一のおじ
- 『ジャングル大帝』（1950 - 54年） - ケン一のおじ
- 『鉄腕アトム』（1951 - 68年） - 伴俊作（お茶の水小学校の教師、元私立探偵）
- 『来るべき世界』（1951年） - 伴俊作（私立探偵）
- 『ロック冒険記』（1952 - 54年） - 大助の父
- 『太平洋X點』（1953年） - 「地下鉄サム」ことサム・ユードオ（元ギャング）
- 『地球1954』（1954年） - 伴俊作（私立探偵）
- 『大洪水時代』（1955年） - 元医師の脱獄囚
- 『虹のとりで』（1956 - 57年） - アンパカ刑事
- 『スリル博士』（1959年） - スリル博士（医師）
- 『魔神ガロン』（1959 - 62年）
- 『キャプテンKen』（1960 - 61年）
- 『バンパイヤ』（1966 - 67年） - 伴俊作（私立探偵）
- 『やけっぱちのマリア』（1970年） - やけっぱちの父親
- 『ブッダ』（1972 - 83年） - パンパス刑事
- 『ミクロイドS』（1973年） - フーテン
- 『ブラック・ジャック』（1973 - 1983年）
- 『三つ目がとおる』（1974 - 78年） - 中華料理屋「来々軒」の主人
- 『MW』（1976 - 78年） - 酒処「水と油」の主人
- 『海底超特急マリンエクスプレス』（1979年） - 伴俊作（私立探偵）
- 『ミッドナイト』（1986 - 87年） - 三戸仙吉（ミッドナイトの父）
- 『グリンゴ』（1987 - 89年）

など多数

## 声優
- 富田耕生（下記を除いたほぼ全てのヒゲオヤジが出演する作品。）
- 辻村真人（アニメ：ジャングル大帝（第3作））
- 熊倉一雄（アニメ：鉄腕アトム（アニメ第2作））
- 緒方賢一（アニメ：三つ目がとおる）
- 八奈見乗児（アニメ：悪魔島のプリンス三つ目がとおる）
- 矢島正明（アニメ：鉄腕アトム（アニメ第1作））
- 和田文雄（アニメ：鉄腕アトム（アニメ第1作））- 矢島から交代。
- 大塚周夫（劇場版アニメ：火の鳥2772 愛のコスモゾーン）
- 相模武（人形劇：銀河少年隊）
- 河西健吾（アニメ：アトム ザ・ビギニング）
- 石住昭彦（アニメ：GO!GO!アトム）
- 高木渉　（アニメ：PLUTO）

## 俳優
- 富永一矢（鉄腕アトム（実写版））